# 일라리아 마우로
일라리아 마우로(이탈리아어: Ilaria Mauro, 1988년 5월 22일 ~ )는 이탈리아의 여자 축구 선수이다. 포지션은 공격수이며, 현재 이탈리아 세리에 A 펨미닐레의 피오렌티나 위민스 FC 소속으로 뛰고 있다.

## 클럽 경력
2006년에 이탈리아 세리에 A 펨미닐레 소속 클럽인 UPC 타바냐코에 입단하면서 선수 생활을 시작했으며 2013년에 독일 2. 프라우엔-분데스리가 소속 클럽인 SC 잔트로 이적했다. 2015년에는 독일 프라우엔-분데스리가 소속 클럽인 1. FFC 투르비네 포츠담으로 이적했지만 2016년에 피오렌티나로 이적하면서 세리에 A 펨미닐레 무대에 복귀했다.

## 국가대표 경력
2008년 3월 10일에 열린 중국과의 2008년 알가르브컵 경기에 출전하면서 이탈리아 여자 축구 국가대표팀 선수로 데뷔했다. UEFA 여자 유로 2013, UEFA 여자 유로 2017에 참가했다.